# Pieter Jennes
Pieter Jennes (Mortsel, 2 augustus 1990) is een Belgisch figuratief kunstenaar. In zijn schilderijen brengt hij in een eigen stijl, los van alle conventies, verhalen gebaseerd op anekdotes, folklore, gebeurtenissen in het verleden, films en internet.
Hij woont in Antwerpen en heeft zijn atelier in Deurne.

## Biografie

### Opleiding
Pieter Jennes groeide op in Ranst. Hij volgde kunsthumaniora aan Sint-Lucas in Antwerpen en ging daarna schilderkunst studeren aan de Koninklijke Academie voor Schone Kunsten van Antwerpen. Hij won in 2010 de "Prijs Proost de Barsy" en in 2012 de "Schildersprijs". In 2013 behaalde hij zijn masterdiploma in de schilderkunst.
Hierna volgde hij een eenjarig postgraduaat "Contemporary Arts Management and Exhibition" in Gent, een opleiding   voor curator in een partnerschap van KASK, UGent en het S.M.A.K. Door deze studies kreeg hij inzicht in de zakelijke kant van de kunstwereld. Hij kon nadien gedurende een jaar stage lopen bij het kunstinstituut Melly In Rotterdam.

### Docent en kunstenaar
Na zijn studies werd Jennes docent in het kunstonderwijs en bleef schilderen. Hij had een atelier in de voormalige industriële wasserij Goossens in Berchem waarin de tentoonstellingsruimtes van Kunsthal Extra City en een aantal ateliers waren ingericht. Hij kon er gedurende de volgende jaren werken aan de evolutie van zijn kunst en deelnemen aan enkele groepstentoonstellingen.

### ABC Clubhuis
In mei 2018 werd Jennes uitgenodigd voor een groepstentoonstelling in ABC Clubhuis in Antwerpen. Deze tentoonstelling werd opgemerkt door kunstliefhebbers en galeriehouders. Hij kreeg meerdere aanbiedingen voor exposities, waaronder de Whitehouse galerie in Lovenjoel, waar hij nog in 2018 een solotentoonstelling kon geven en door de Gallery Sofie Van de Velde waar hij in 2018 kon deelnemen aan een groepstentoonstelling.

### Erkenning
Een solotentoonstelling in 2019 in de Gallery Sofie Van de Velde rond de roes en het ritueel van het dansen door de eeuwen heen werd opgemerkt in binnen- en buitenland. Zijn werken werden in 2019 en 2020 voorgesteld op de kunstbeurzen Art Brussel en Art Rotterdam en nog in 2020 op de tentoonstelling "Danser Brut" in de Bozar en op "Investec Artfair"in Kaapstad. Hiermee kreeg hij ook buitenlandse erkenning.   
In 2020 had Jennes zijn eerste groepstentoonstelling in Londen in de PUBLIC Gallery. In 2021 kreeg hij er een  solotentoonstelling. Ondertussen was hij contact gekomen met de Nino Mier Gallery die hem zou vertegenwoordigen in de Verenigde Staten. Hij kon er deelnemen aan groepstentoonstellingen in Miami (2021), in Los Angeles (2021,2023) en in New York (2023) en kreeg er in 2022 een solotentoonstelling in Los Angeles, in 2023 in Chicago en in 2024 in New York. 
In 2023 was zijn werk met de Vacancy Gallery aanwezig op een groepstentoonstelling in Shangaï en in 2023 op een solotentoonstelling op de Frieze Art Fair Seoul. In 2023 had hij opnieuw een solotentoonstelling in de Gallery Sofie Van de Velde. In 2024 was zijn werk te zien op onder andere groepstentoonstellingen op Brafa in Brussel en de Gallery Sofie Van de Velde en met de Vacancy Gallery op een groepstentoonstelling in Singapore 
Buitenlandse verzamelaars zien hem als het archetype van de Europese kunstenaar en associëren hem soms met kunstenaars als Bruegel (mede door zijn voornaam "Pieter") en Ensor.

## Oeuvre
Pieter Jennes is een verhalenverteller. Zijn werken zijn een vorm van alternatieve geschiedschrijving vanuit zijn eigen perspectief. Hij inspireert zich op gebeurtenissen uit de kunstgeschiedenis, verhalen uit het verleden, de folklore, maar ook op hedendaagse artikels op internet, persoonlijk beleefde anekdotes, films van David Lynch en Werner Herzog, rommelmarkten, zijn verzameling Afrikaanse maskers en zijn eigen fantasie.
Hij is beïnvloed door Vlaamse Vlaamse expressionisten uit de jaren 1920. Hij creëert een eigen barokke beeldtaal zonder zich te houden aan de conventionele regels zoals het perspectief of verhoudingen. Dieren en personen zweven soms over het doek, zijn figuren zijn grotesk. Zijn werk is geen illustratie van een verhaal, maar een sfeerschepping op basis van zijn persoonlijke interpretatie en willekeurige associaties, transformaties en abstracties. Het oorspronkelijke verhaal is voor hem enkel een vertrekpunt. Hij werkt nooit op basis van foto’s, maar tekent zijn ideeën rechtstreeks op het doek.
Hij werkt met olieverf in felle kleuren, soms in dikke lagen, waaraan hij aanvankelijk ook driedimensionale elementen toevoegde, zoals glitter, spiegeltjes of glazen parels. Op zijn schilderijen is er veel te zien. Zijn scènes spelen zich af in herkenbare settings, bevolkt door een of meerdere mensen  door vogels, dieren, vruchten en onverwachte elementen. Zijn personages dragen opvallende kledij in kleurige ruitjes-, streepjes- of andere motieven. Zijn werken geven een positieve en blije indruk, niettegenstaande het onderliggend verhaal soms dramatisch kan zijn.
Hij maakt van zijn tentoonstellingen een totaalbeleving in de vorm van een ruimtelijk kunstwerk waarin hij zijn schilderijen omringt met dieren op basis van textielkunst, sculpturen en andere voorwerpen die hij zelf ontwerpt. Hij bouwt zijn schilderijen niet op de klassieke manier op, maar als een soort collage. Dit inspireerde hem tot het maken van echte collages. Sporadisch waagt hij zich ook aan andere kunstvormen zoals etsen en tekeningen.

## Museum en collecties
- Vlaamse Gemeenschap[24]
- MHKA Museum Antwerpen[24]
- Belfius Collectie[25]